# Pagan Rites

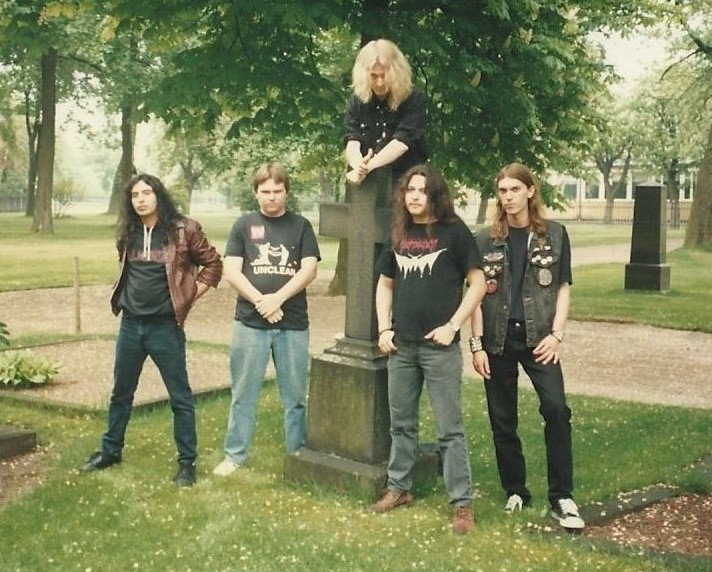
Pagan Rites 1993. Från vänster: Luis B. Galvez (g), Harri Juvonen (t), Thomas Karlsson (s), Adrian Letelier (g), Richard Karlsson (b).

Pagan Rites är ett svenskt black/thrash metalband bildat i Halmstad 1992.

## Historik
Pagan Rites startades av Thomas Karlsson, Karl Vincent och Harri Juvonen i Halmstad 1992. Första demon släpptes kort därpå på det nybildade bolaget Primitiv Art Records. Efter detta värvades Richard Karlsson och Adrian Letelier som medlemmar, och med denna sättning började bandet även spela live i hemstaden.
Under hösten 92 ägnade man tid i No Quater Studio i Halmstad och spelade in demon "Through the Gates of Hell" samt en promotion demo. Detta ledde till skivkontrakt med det nederländska skivbolaget Pure Evil Records och Warmaster Records i Colombia. Fler demo/skivinspelningar och konserter följde bland annat i Falkenberg och numera nedlagda Valvet i Göteborg.
1993 tillkom Luis B. Galvez i bandet och Harri Juvonen tog trummorna, en större inriktning åt Thrash Metal/Paganism tog form vid denna period. Bandet splittrades 1994 men återuppstod vid senare tillfälle med annan sättning.

## Medlemmar

### Nuvarande medlemmar
- Thomas Karlsson "Unholy Pope/Devil Lee Rot" – sång (1992– )

### Tidigare medlemmar
- Adrian Letelier "Black Agony" – gitarr (1992–1994)
- Harri Juvonen "Fiend" – gitarr/trummor (1992–1994)
- Luis B. Galvez (R.I.P. 2023) – gitarr (1993–1994)
- Richard Karlsson "Lord of the Deeps" – basgitarr (1992–Januari 1994)
- Fidde – standinbasist (1992)
- Karl Vincent "Sexual Goatlicker" – trummor (1992–1993)

## Diskografi

### Demos
- Pagan Rites (1992)
- Official Reh/Demo (1992)
- Promotion Tape 92 (1992)
- Through the Gates of Hell (1992)
- Frost (1993)
- Promo Demo (1993)
- Pagan Metal (1993)

### Singlar
- Flames of the Third Anticrist/Sodomy in Heaven (1993)

### Samlingsalbum
- Pagan Rites (1997)